# 822 Lalage
A 822 Lalage (ideiglenes jelöléssel 1916 ZD) a Naprendszer kisbolygóövében található aszteroida. Max Wolf fedezte fel 1916. március 31-én.